# Pata, Cluj
Pata (în maghiară Kolozspata, colocvial Pata) este un sat în comuna Apahida din județul Cluj, Transilvania, România.

## Istoric
Următoarele situri arheologice din Pata au fost înscrise pe lista monumentelor istorice din județul Cluj elaborată de Ministerul Culturii și Patrimoniului Național din România în anul 2010:
- Așezarea preistorică (intravilan).
- Tumulii [3] preistorici din punctul “Coasta Feleacului”.
- Așezarea romană din punctul “Pusta grofului”.

În Evul Mediu sat cu populație de origine etnică mixtă (maghiari și români).

## Lăcașuri de cult
Biserica Ortodoxă
Biserica Reformata
Biserica Baptistă 
Fosta Biserică Adventistă de ziua a șaptea ,azi abandonată

## Date geologice
În hotarul de nord-vest al satului, în Valea Sărată, există o suprafață largă și joasă, care acoperă o intruziune de sare gemă. Conformația diapiră a sării este trădată de înclinarea pronunțată a stratelor marno-argiloase tortonian superioare din axul anticlinalului Aiton-Pata. Tot aici există un izvor sărat, cu proprietăți terapeutice.
Volker Wollmann în monografia sa asupra mineritului amintește o exploatare relativ mică de sare în perioada romană la Pata. Tot el subliniază prezența în imediata apropiere a zăcămintelor de sare, de fiecare dată, a unei fortificații romane. Castrul roman de la Gherla a apărat exploatările de sare de la Ocna Dej, Sic, Cojocna și Pata, castrul fiind poziționat între acestea.
Romanii lucrau numai la suprafață, în gropi patrulatere, până la o adâncime de 12-15 m, de unde sarea se putea scoate ușor pe punți alunecoase și cu aparate simple de ridicat, după care o părăseau și începeau alta. Așa au extras romanii sarea peste tot în Ardeal, iar excavațiile părăsite au devenit lacuri.

## Biserica Reformată Pata
- Biserica a fost construită în anul 1828 în stil baroc , de comunitatea reformată din Pata .

## Biserica ortodoxă din Pata
- Biserica ortodoxă din pata a fost construită în anul 1929

## Imagini

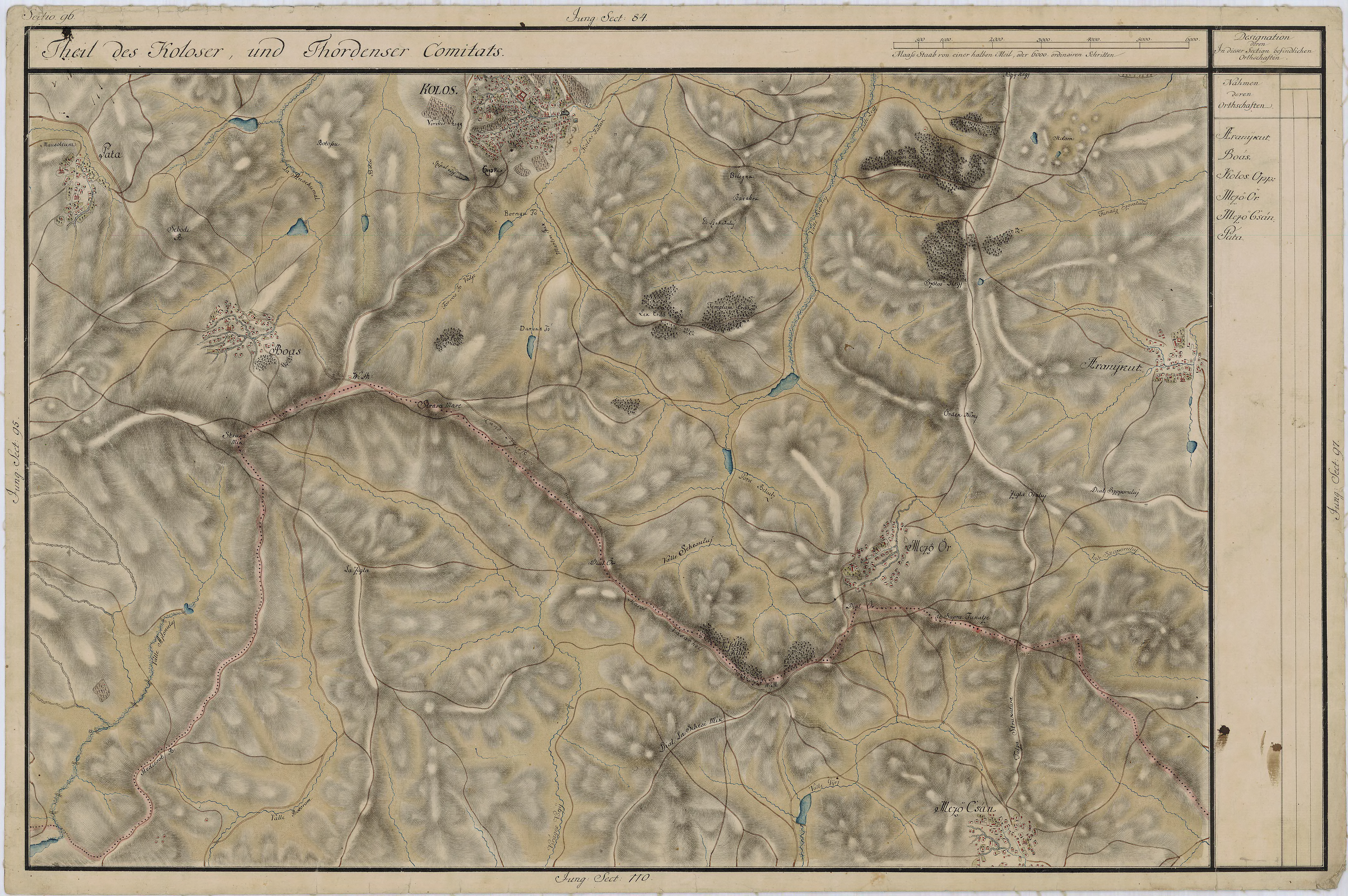
Pata pe Harta Iosefină a Transilvaniei, 1769-1773
Satele comunei Apahida
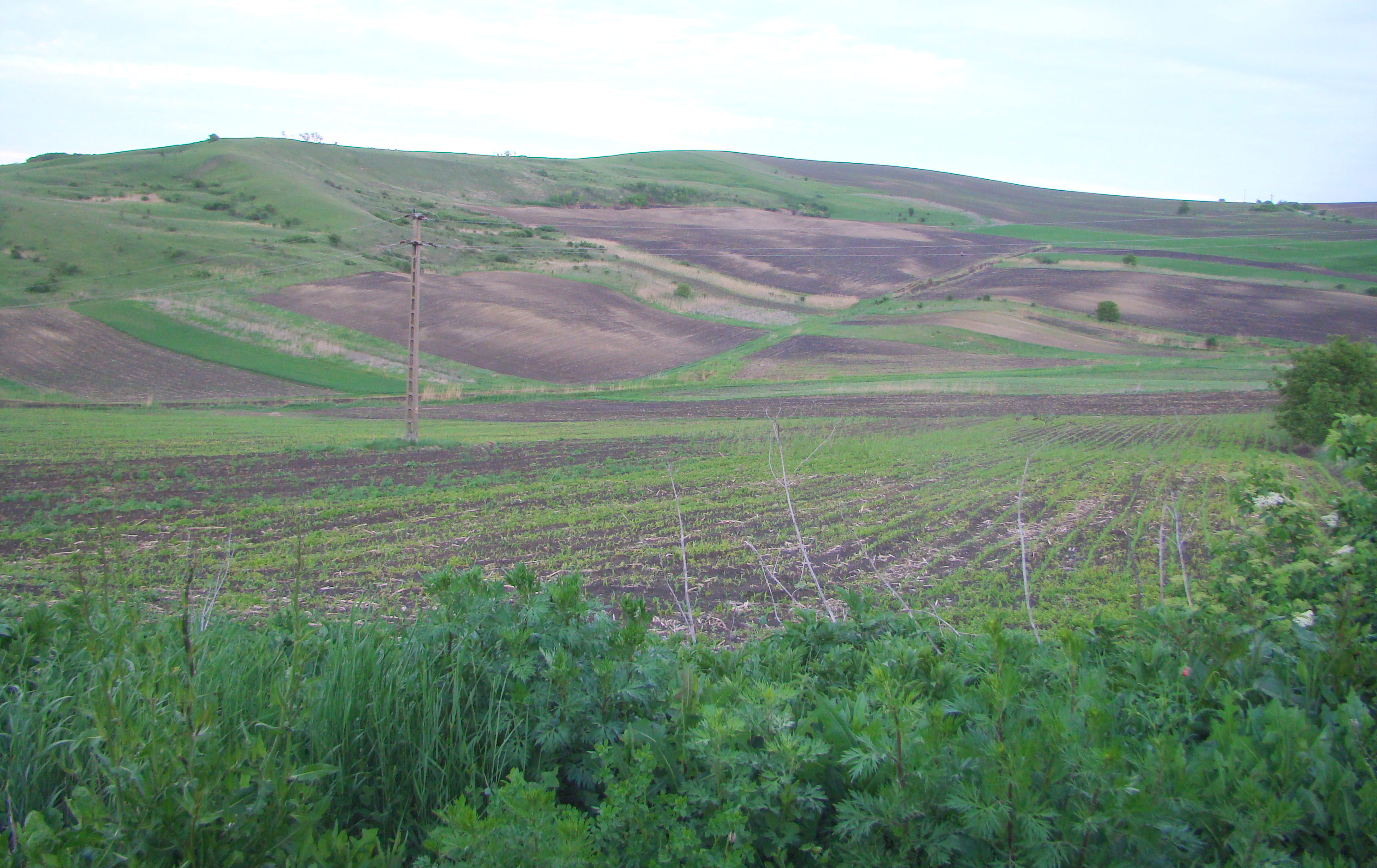
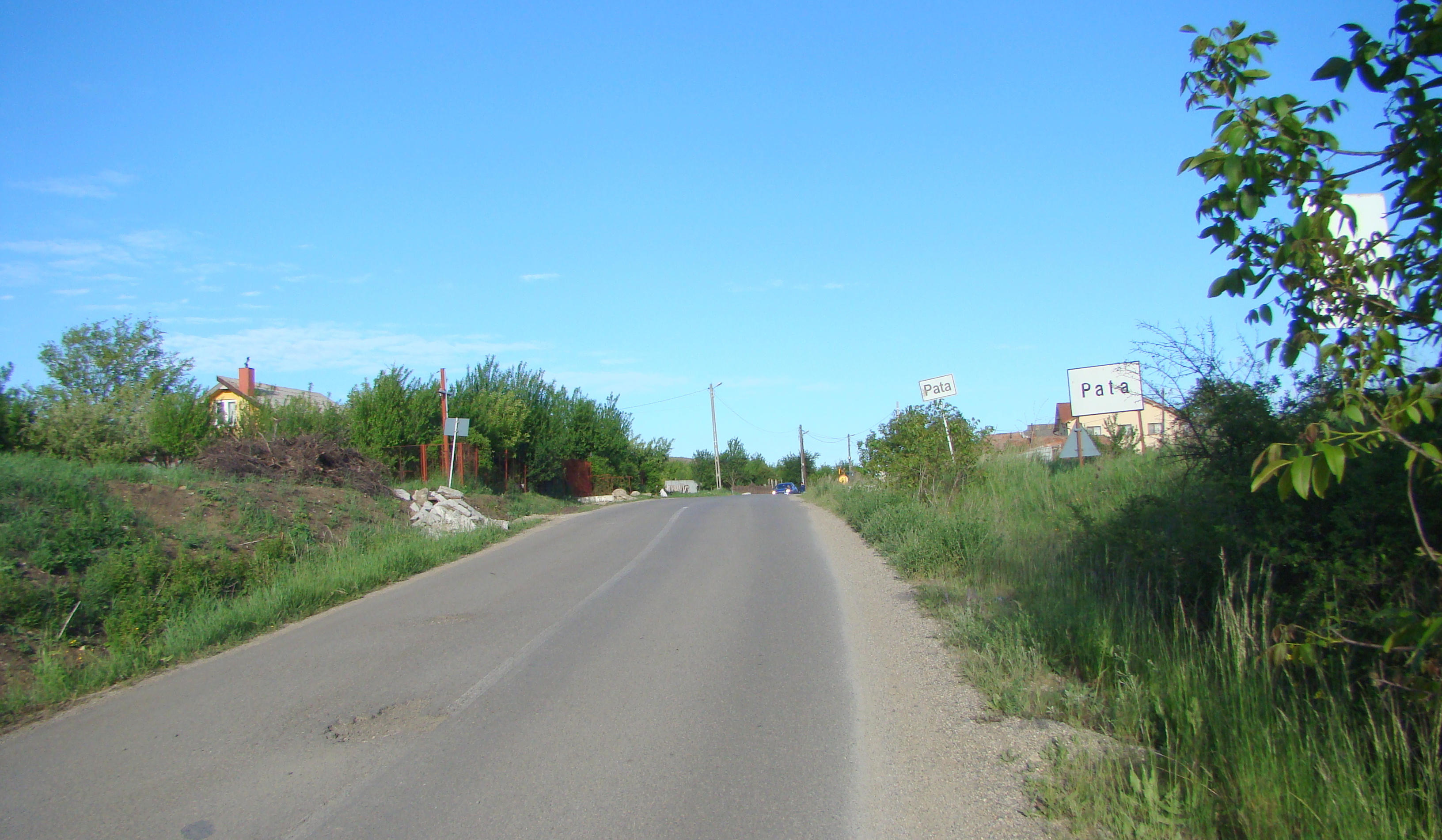
Intrarea în localitate
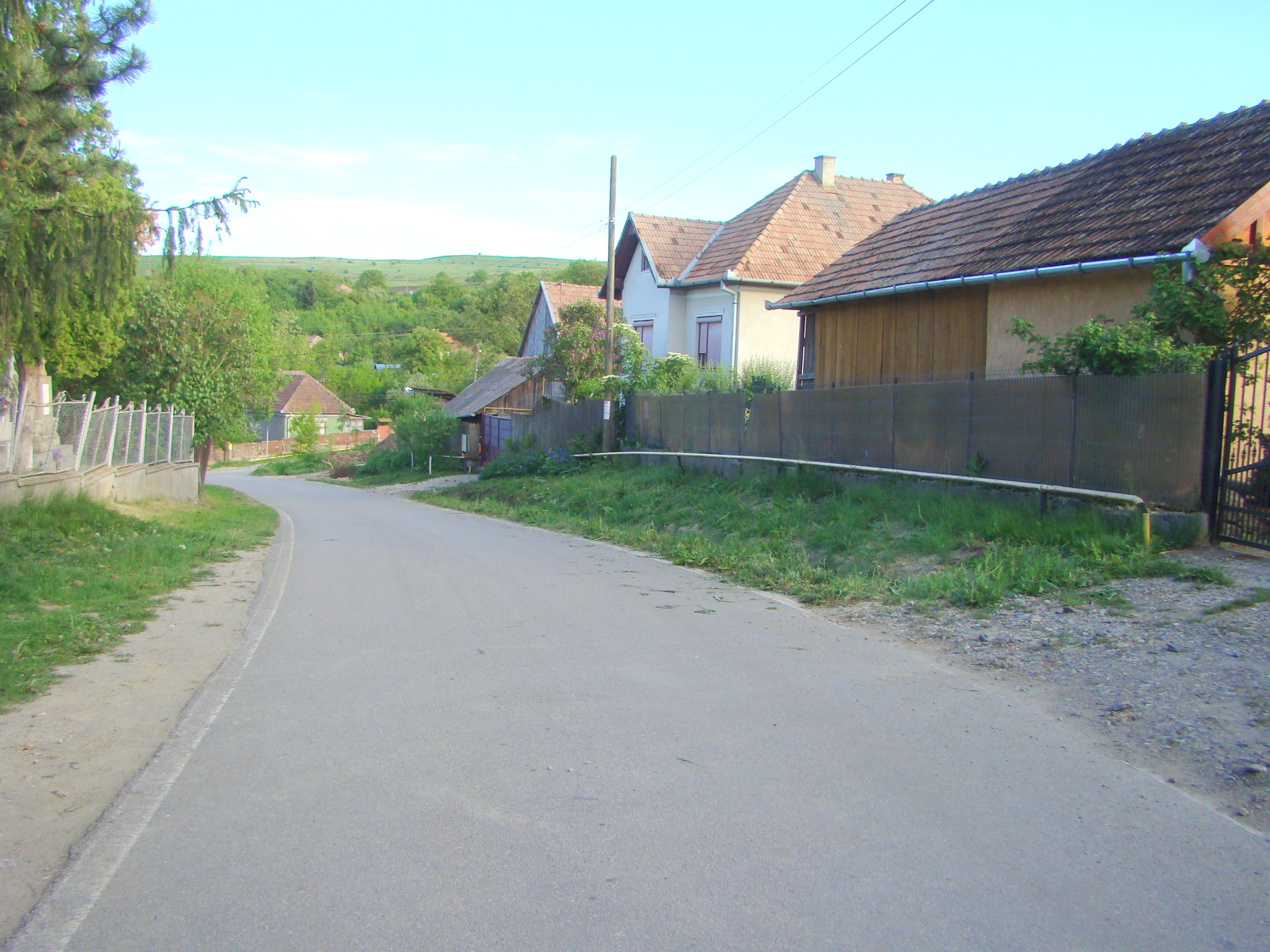
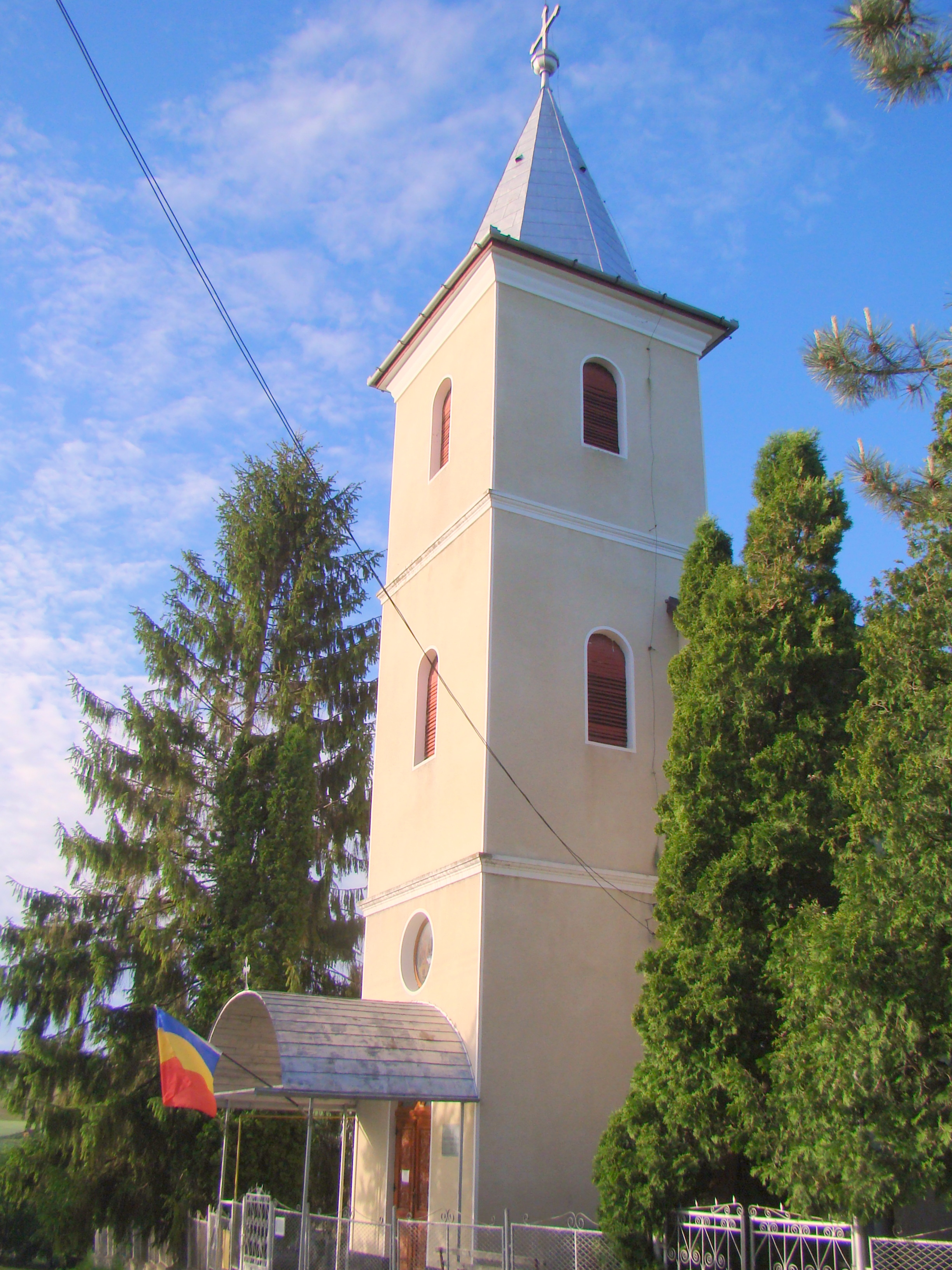
Biserica ortodoxă
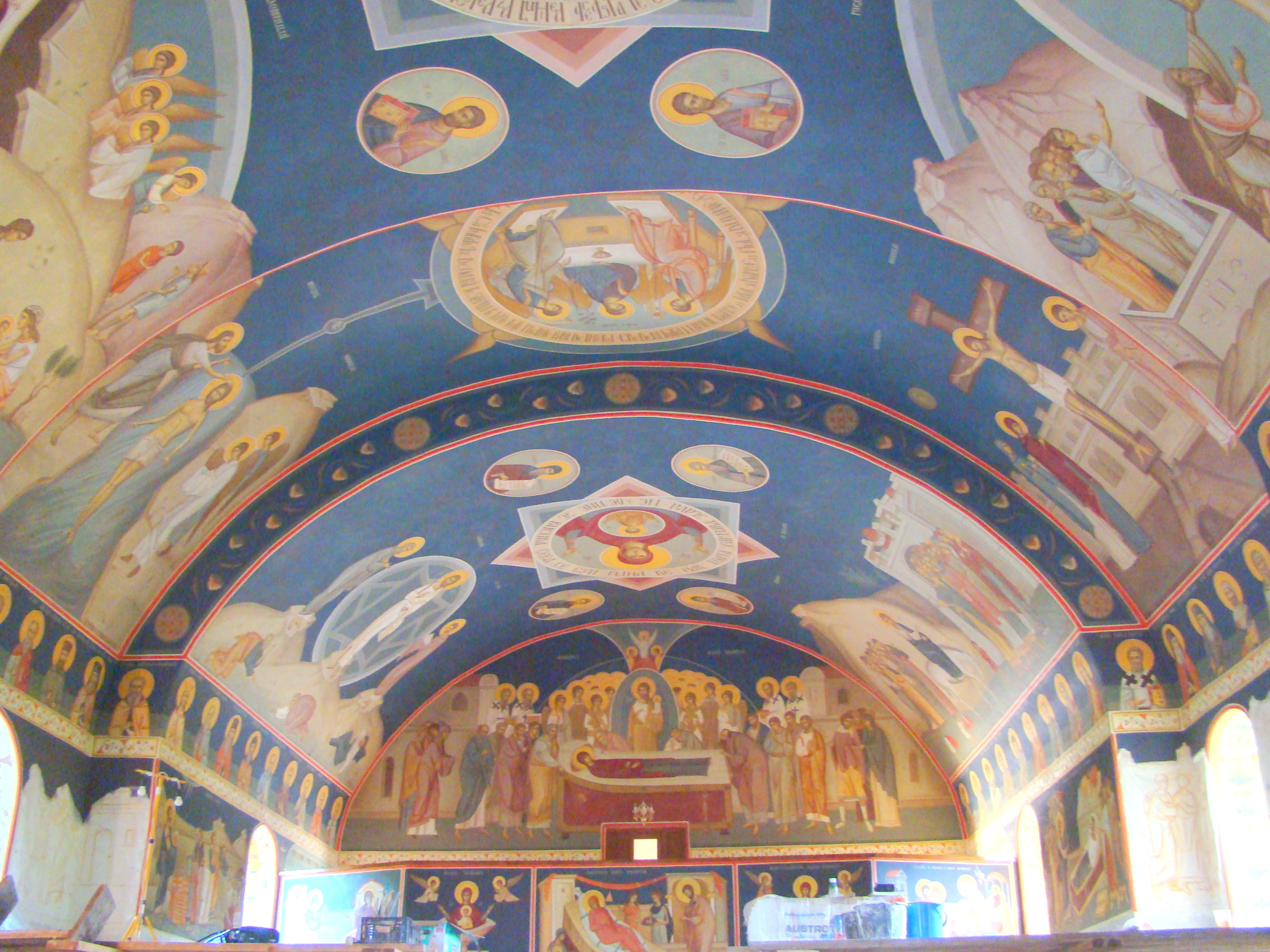
Bolta navei
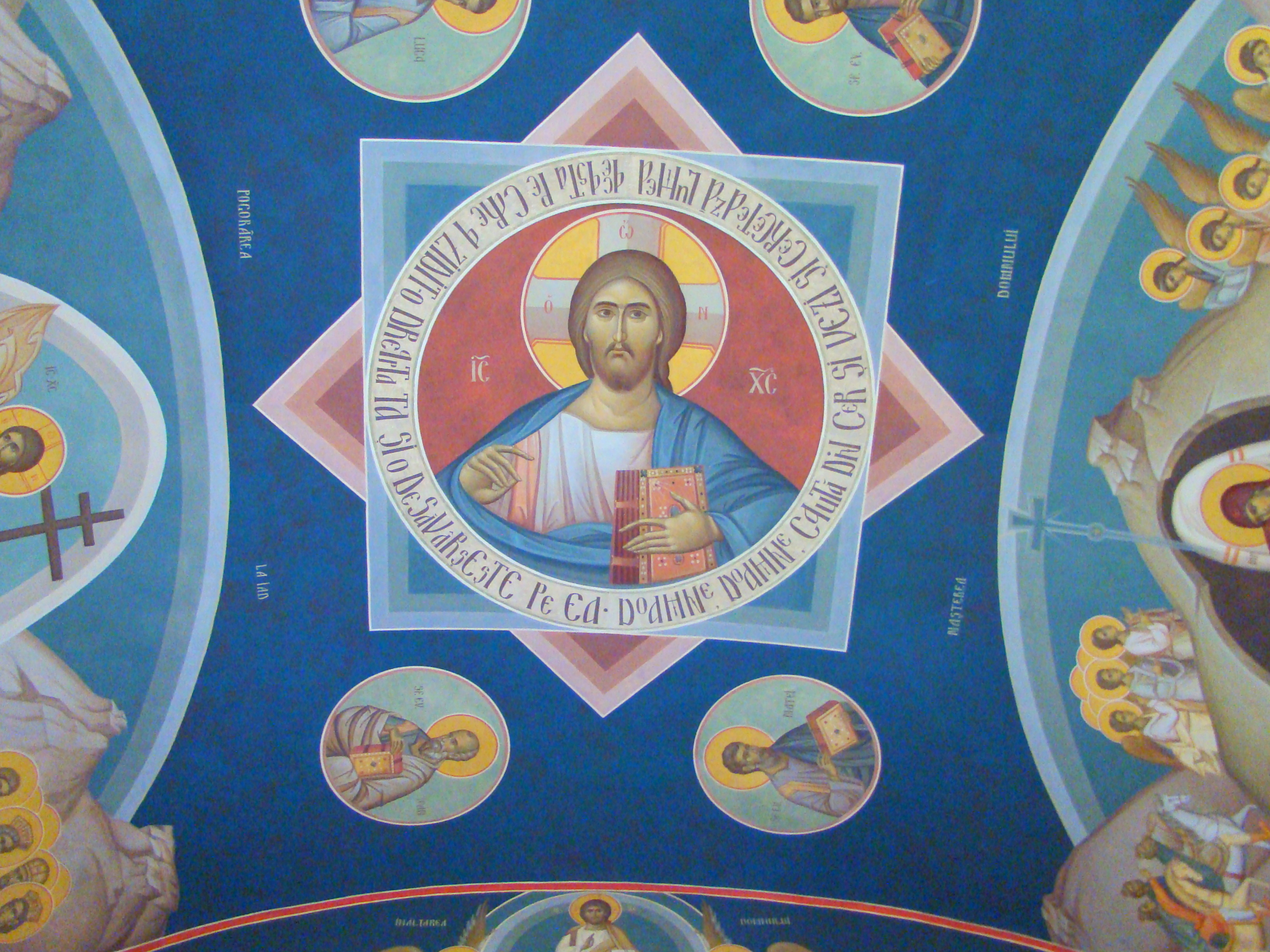
Pantocrator
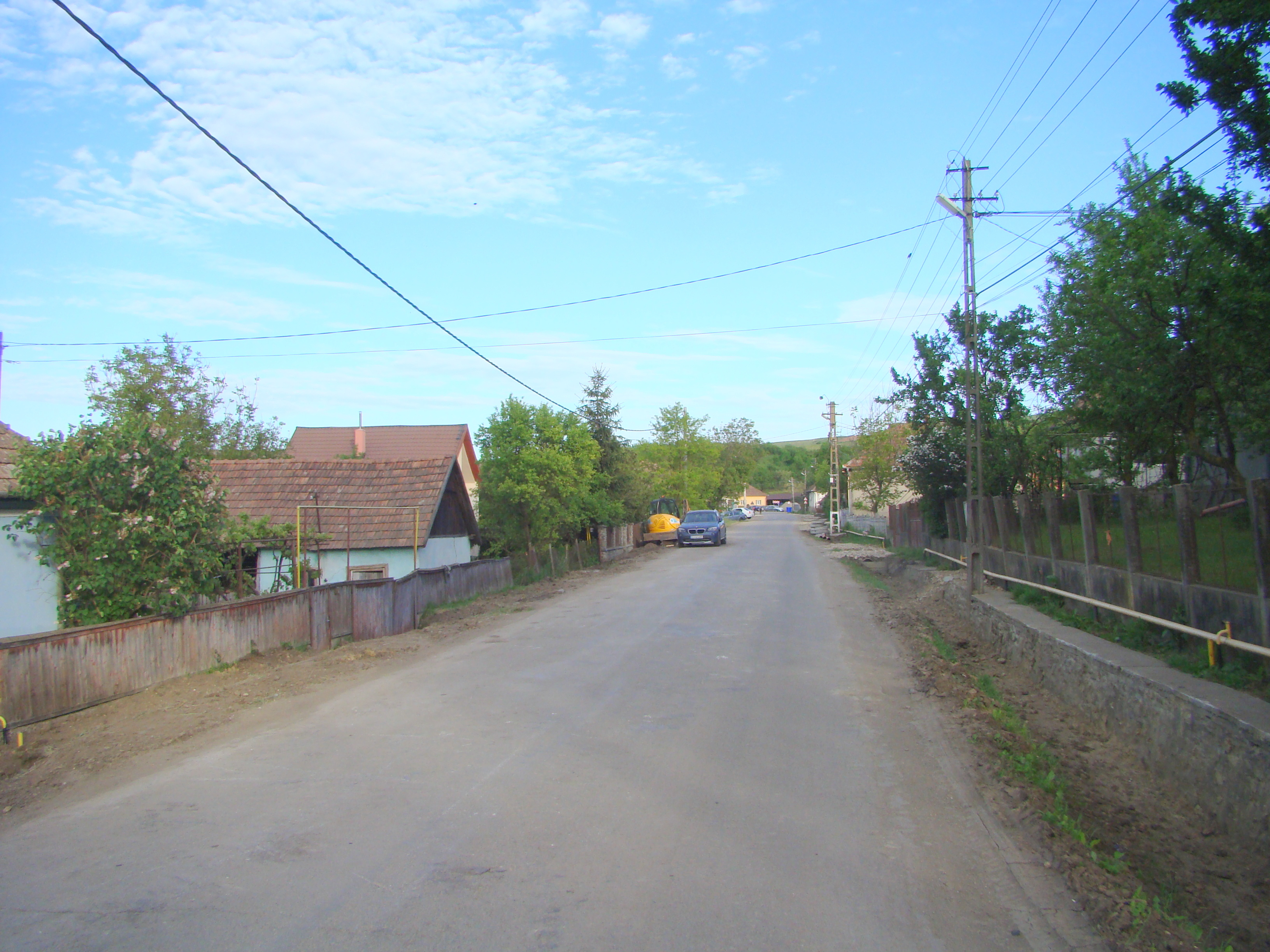
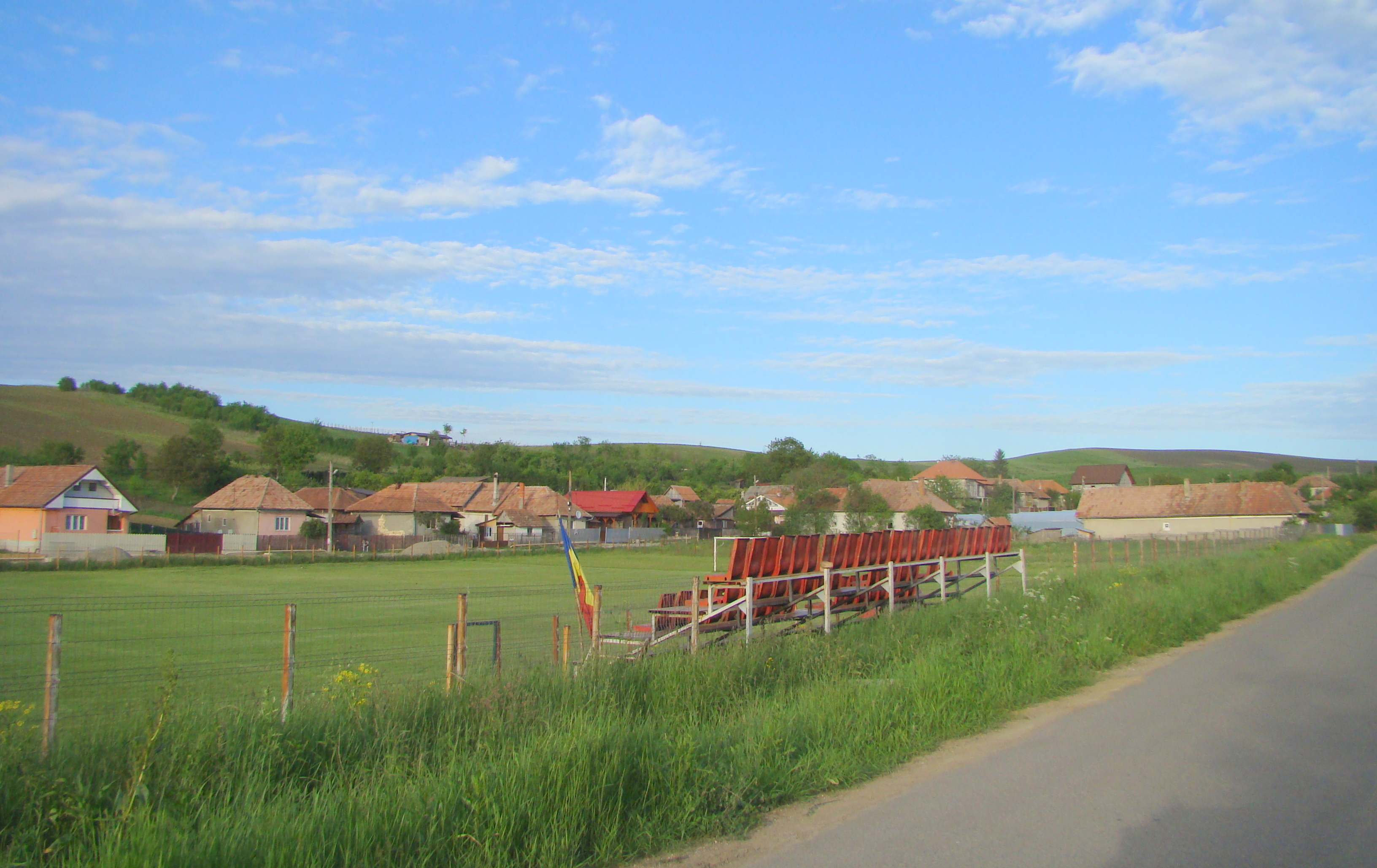
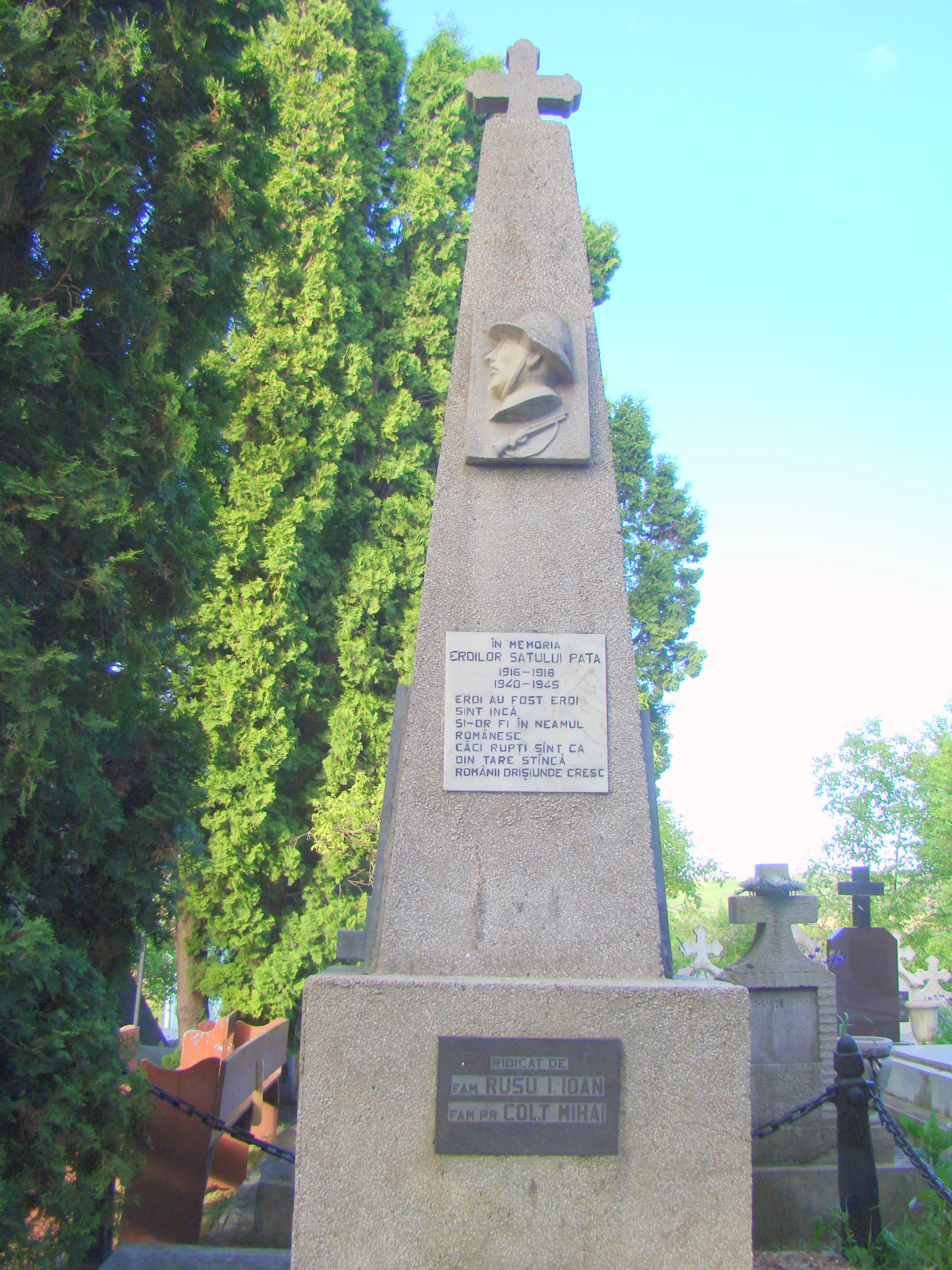
Monumentul eroilor
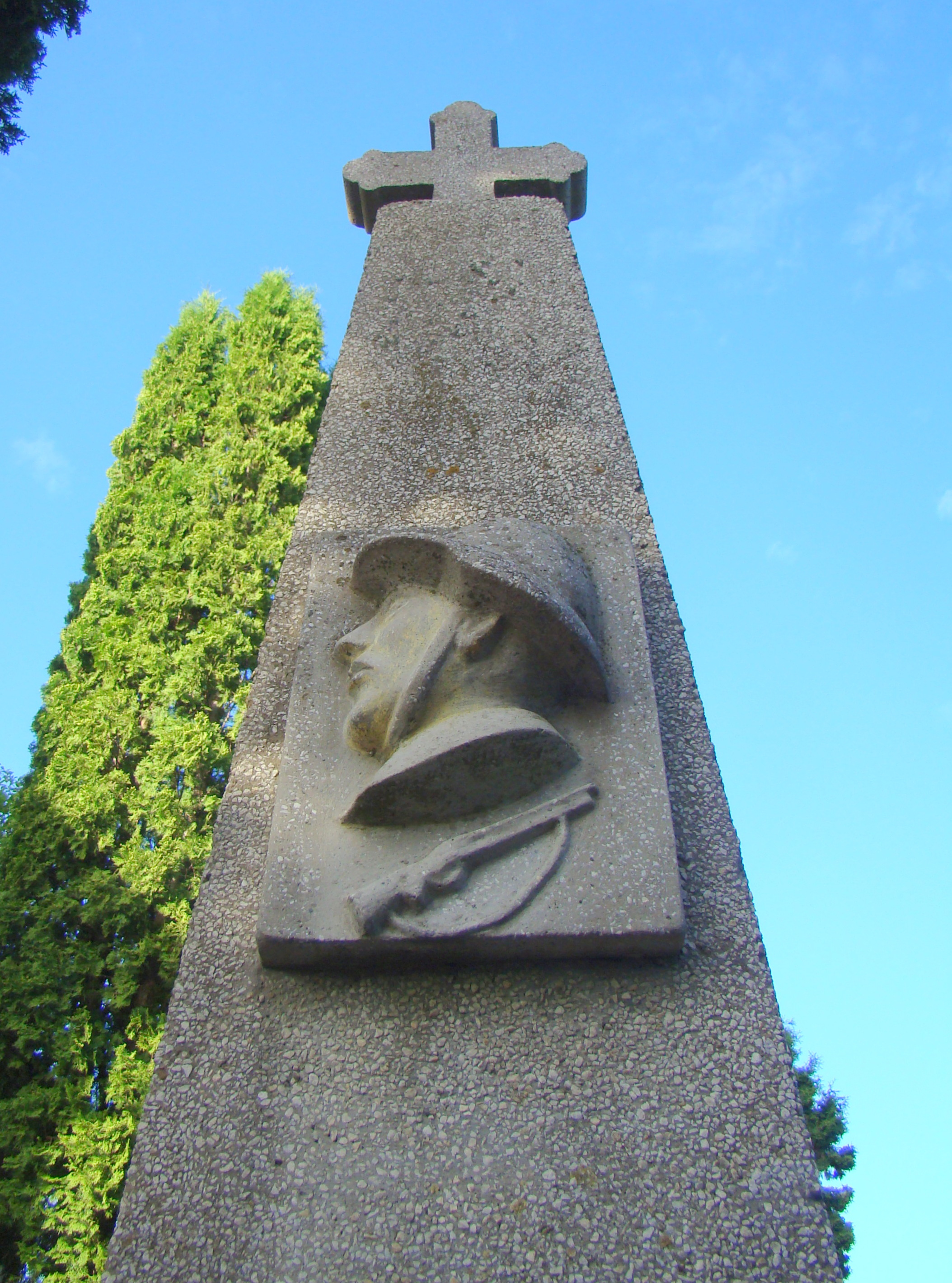
Monumentul eroilor (detaliu)
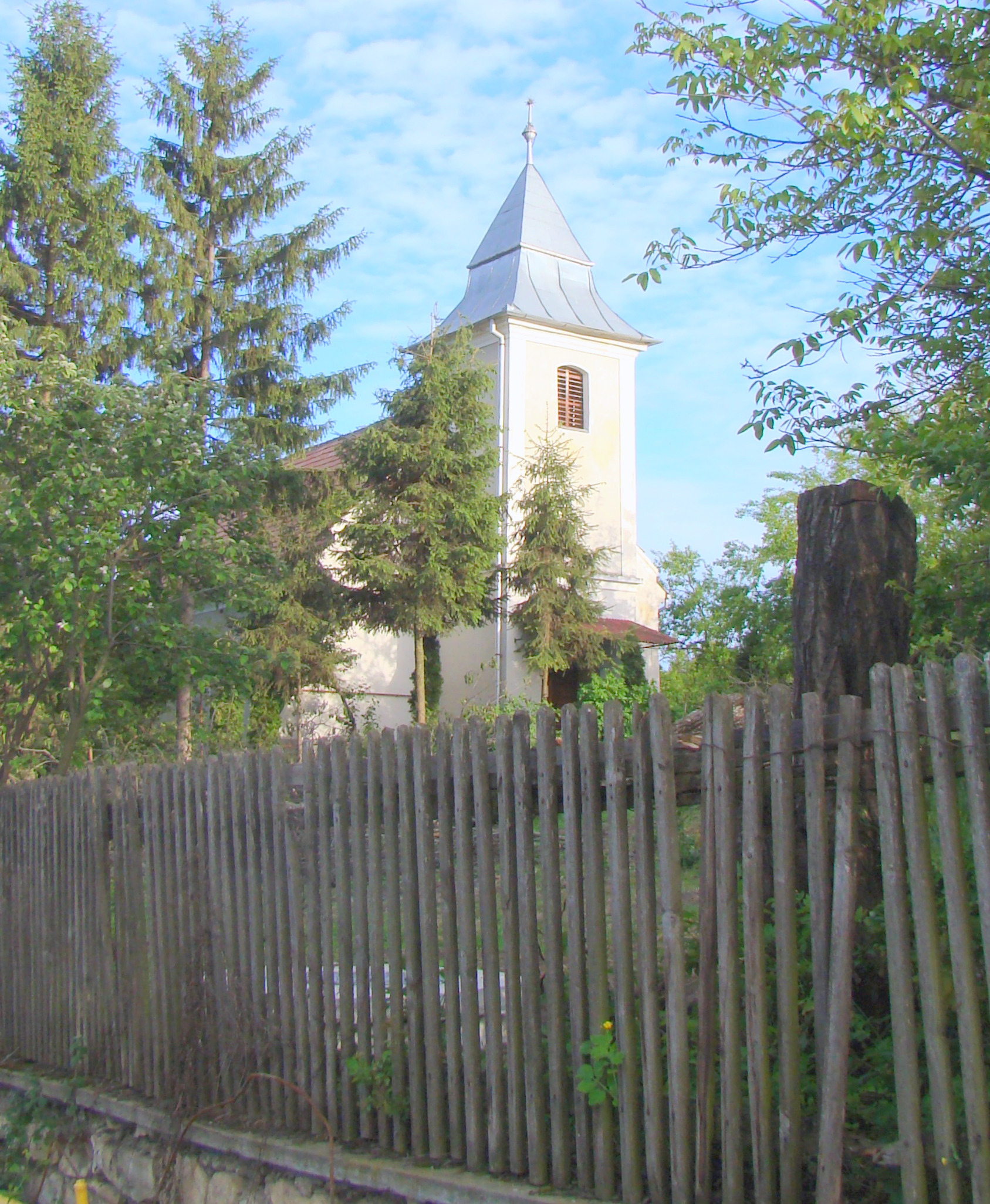
Biserica reformată
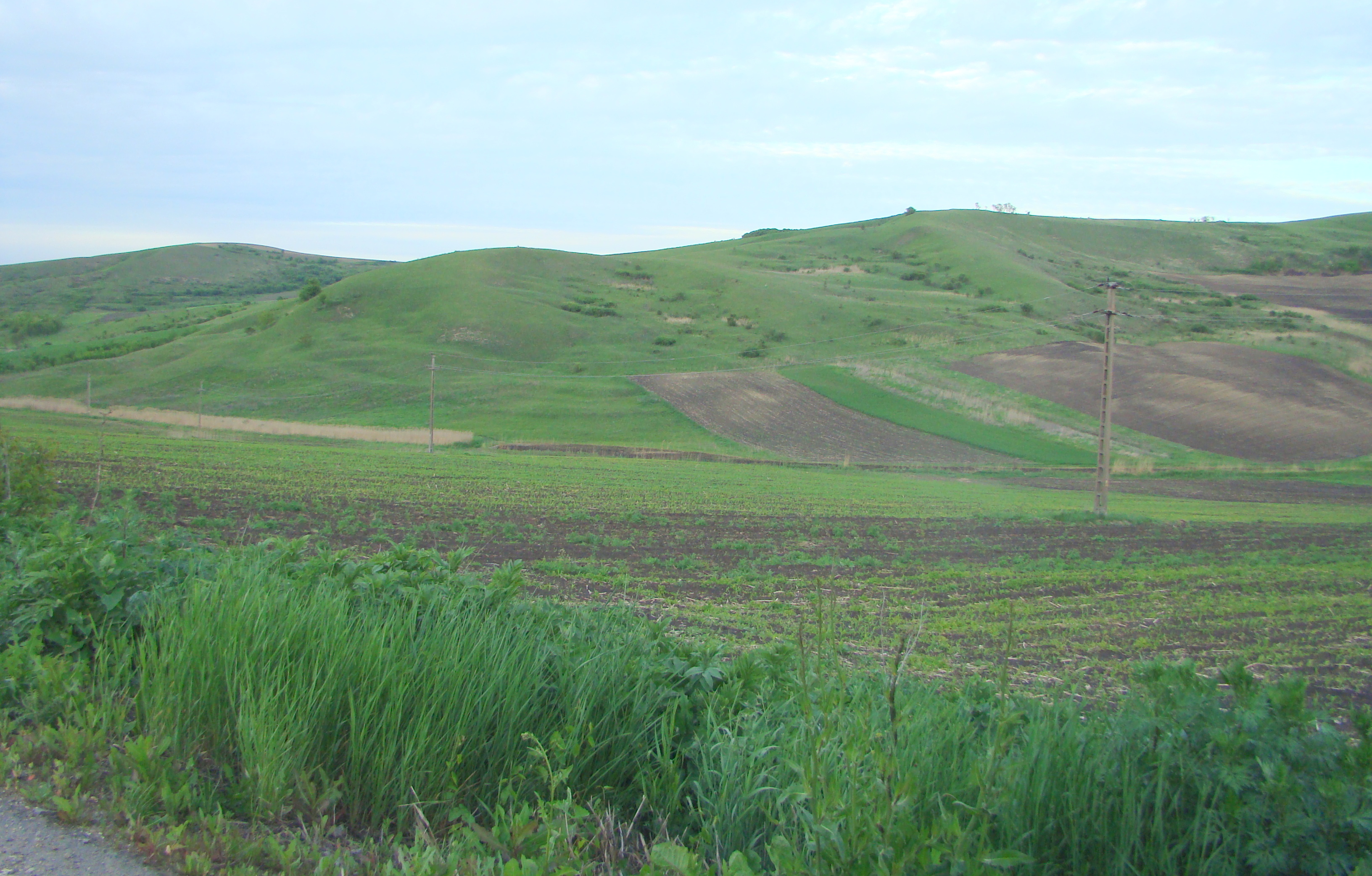